# Will Collier
Pour les articles homonymes, voir Collier (homonymie).
Pas d'image ? Cliquez ici

a Compétitions nationales et continentales officielles uniquement.

b Matchs officiels uniquement.
Dernière mise à jour le 16 juin 2024.
Will Collier, né le 5 mai 1991 à Londres, est un joueur international anglais de rugby à XV évoluant au poste de pilier droit au Castres olympique en Top 14.

## Biographie

### Jeunesse et formation
Né à Hammersmith, à Londres, Will Collier fréquente la Cranleigh School (en), où il est capitaine de l'équipe de rugby. Il joue aussi pour le Rosslyn Park FC durant sa jeunesse.

### Carrière en club
Will Collier apparaît pour la première fois avec les Harlequins en 2010-2011 lors d'une rencontre en Coupe anglo-galloise. Durant sa carrière passé avec le club londonien, il parvient à devenir l'un des meilleurs piliers dans le championnat anglais, notamment de par son travail en mêlée.
Il connaît plusieurs blessures sérieuses durant sa carrière, notamment au genou en 2015-2016 et à la cheville la saison suivante. À l'inverse, il connaît le goût du succès prenant part aux succès en Premiership des Harlequins en 2011-2012 et 2020-2021. 
Il prolonge une première fois avec les Quins en 2017, ayant joué plus de 100 fois avec eux, puis en début d'année 2020, « ayant supporté le club depuis toujours ».
Dix ans après ses débuts en championnat en 2012, il inscrit son premier essai dans la compétition face aux Bristol en feintant la défense adverse.
C'est lors de la saison 2021-2022 que Collier atteint la barre de 200 apparitions avec les Harlequins.
Après quatorze saisons jouées sous le maillot des Harlequins, Will Collier quitte l'Angleterre et rejoint le Castres olympique à partir de la saison 2024-2025.

### Carrière internationale
En 2011, Will Collier est sélectionné avec l'équipe d'Angleterre des moins de 20 ans pour participer au Tournoi des Six Nations des moins de 20 ans et au Championnat du monde junior, aidant les Anglais à atteindre la finale.
En juin 2014, il joue un match inofficiel avec l'Angleterre contre les Barbarians.
Il fait ses débuts en équipe d'Angleterre lors de la tournée estivale 2017 contre l'Argentine, marquant même son premier essai international lors du deuxième test contre cette équipe.

## Palmarès

### En club
- Harlequins
  - Vainqueur de la Premiership en 2012 et 2021.
  - Finaliste du Challenge européen en 2016.

### En sélection
- Angleterre -20
  - Finaliste du Championnat du monde junior en 2011.